# Czeski aleksandryn
Czeski aleksandryn – wzorzec metryczny występujący w dwudziestowiecznej poezji czeskiej, oparty na schemacie aleksandrynu francuskiego, jeśli chodzi o rozmiar sylabiczny i podział średniówkowy, ale pod względem akcentowym dostosowany do specyfiki akcentuacji języka czeskiego. Czeski aleksandryn charakteryzuje się dwuznaczną interpretacją stopową, wahającą się między sześciostopowcem jambicznym akatalektycznym (sSsSsS//sSsSsS) lub hiperkatalektycznym (sSsSsS//sSsSsSs), a czterostopowcem daktylicznym akatalektycznym (SssSss//SssSss) lub hiperkatalektycznym SssSss//SssSsss).

## Geneza
Prekursorem stosowania czeskiego aleksandrynu był Karel Hynek Mácha, jednak jego wersyfikacyjne propozycje zostały na długi czas zapomniane i reaktywowane dopiero w dwudziestoleciu międzywojennym.  Mácha użył aleksandrynu w czwartej poematu Máj (Maj):
Krásný máj uplynul, pohynul jarní květ,
a léto vzplanulo; — pak letní přešel čas,
podzim i zima též — i jaro vzešlo zas;
až mnohá léta již přenesl časů let.
(Karel Hynek Mácha, Máj)
SsSSss//SssSsS
sSsSss//sSsSsS
SssSsS//sSsSsS
sSsSsS//SssSsS

## Budowa
Dla metrycznej tożsamości czeskiego aleksandrynu podstawową kwestią jest zachowywanie jego formuły średniówkowej, przy równoczesnym swobodnym rozłożeniu akcentów. W praktyce stałe są tylko akcenty na sylabie czwartej i dziesiątej wersu (na sylabie czwartej pierwszego i drugiego członu). 
Cechą charakterystyczną aleksandrynu jest używanie słów trójsylabowych (po czesku daktylicznych):
Byl asi sedmý rok, poslední v roce den;
hluboká na něj noc. — S půlnocí nový rok
právě se počínal. V vůkolí pevný sen,
jen blíže jezera slyšeti koně krok.
(Karel Hynek Mácha, Máj)
Zastosowanie słów trójzgłoskowych nie tylko urozmaica rytm pierwotnie ściśle jambicznego formatu, ale pozwala na wykorzystywanie wszystkich właściwie typów słów, jednozgłoskowych, dwuzgłoskowych, trójzgłoskowych i czterozgłoskowych.

## Użycie w twórczości oryginalnej
Czeskim aleksandrynem posługiwali się między innymi Karel Hlaváček (Hrál kdosi na hoboj), Vitězslav Nezval, Jiří Orten, Ivan Blatný i Oldřich Vyhlídal.  
Jiří Orten użył aleksandrynu w swoich najważniejszych dziełach, między innymi w poemacie Jeremiášův pláč i w elegiach, trzeciej i siódmej:
Padaly slzy mé, padaly do močálů,
padaly za živé království běd a žalu,
padaly nestoudně, Karino, píši vám,
poproste náhrobek, jejž deštěm omývám.
(Sedmá elegie)
Orten stosował aleksandryn również w innych utworach (Takový smutný den, Daleké svítání).

## Użycie w twórczości przekładowej
Czeski aleksandryn był wykorzystywany w tłumaczeniach, nie tylko z francuskiego, ale również z polskiego. Vladimír Holan i Vlasta Dvořáčková tłumaczyli nim sonety Adama Mickiewicza.
Erich Sojka przełożył przy użyciu aleksandrynu Pana Tadeusza Mickiewicza.
O użyciu aleksandrynu w charakterze funkcjonalnego odpowiednika greckiego i łacińskiego heksametru daktylicznego pisał czeski badacz Robert Ibrahim.